# Jacquemart Island
Jacquemart Island ist eine der Campbell-Inseln, einer Gruppe kleiner subantarktischer Inseln vor der zu Neuseeland gehörenden Insel Campbell Island im südlichen Pazifischen Ozean.

## Geographie
Die 740 m lange und bis zu 450 m breite Insel befindet sich 1000 m südsüdwestlich des Monument Harbour vor der Südküste von Campbell Island. Sie erhebt sich mit ihren steil abfallenden Felsen bis zu 250 m aus dem Meer. 210 m nordöstlich von Jacquemart Island liegen zwei kleinere Felseninseln, die La Botte genannt werden und vor der Südspitze der Insel befindet sich in einer Entfernung von 145 m eine weitere, aber namenlose Felseninsel.

## Geologie
Jacquemart Island besteht aus Basalt-Gestein. Die Insel entstand durch Erosion und war ursprünglich Teil des ehemaligen Vulkans, der die Insel Campbell Island im späten Känozoikum bildete.

## Flora und Fauna
Die Insel ist von bis zu 60 cm hohen Tussock (Poa foliosa) und bis zu 1,4 m hohen Tussock (Poa litorosa) sowie Macquariekohl (Stilbocarpa polaris) bewachsen. Auch in Kissenform vorkommende Colobanthus muscoides und Matten von Crassula moschata sind auf der Insel zu finden.
Am 9. November 1997 wurde eine Population von als ausgestorben geglaubten Campbell-Schnepfen (Coenocorypha aucklandica perseverance) auf der Insel entdeckt. Da auf Campbell Island von Europäern eingeschleppte Ratten die Gelege der Vögel plünderten und damit den Nachwuchs verhinderten, galten die Vögel lange als ausgestorben. Nachdem Campbell Island 2010 vom Department of Conservation von Ratten befreit worden war, konnten sich die Vögel dort auch wieder ansiedeln.
Auch sind auf Jacquemart Island Populationen von Sturmvögeln, wie der Dunkle Sturmtaucher (Puffinus griseus) und die Graurücken-Sturmschwalbe, Tauchsturmvögel, Subantarktikskua (Stercorarius skua lonnbergi) und eine Art  der Walvögel (Pachyptila sp.) anzutreffen.

## Weltnaturerbe
Als Teil der Campbell-Inseln zählt die Insel mit zum im Jahr 1998 anerkannten UNESCO-Weltnaturerbe, in dem die subantarktischen Inselgruppen The Snares, Bounty Islands, Antipodes Islands, Auckland Islands und die Campbell-Inseln den Schutzstatus ausgesprochen bekommen haben.